# 오제가와촌
오제가와촌(小瀬川村)은 야마구치현 구가군에 설치되었던 촌이다. 현재의 이와쿠니시 오제 및 와키정에 해당한다.

## 역사
- 1889년 4월 1일 - 정촌제 시행에 의해 오제촌, 세키가하라촌, 세타촌, 와키촌의 구역을 가지고 성립하였다.
- 1894년 4월 1일 - 오제가와촌이 분립으로 오아자 오제의 구역을 가지고 오제촌이 성립, 세타, 와키의 구역을 가지고 와키촌이 각각 성립, 동일 오제가와촌은 폐지되었다.

## 교통

### 철도
구촌에는 산요본선이 지나가지만 역은 소재하지 않았다. 현재는 산요본선 와키역이 소재하지만 당시엔 미개통,

## 참고문헌
- 角川日本地名大辞典 35 山口県